# Arie-Hendrik Rooimans
Arie-Hendrik Rooimans (Poortugaal, 10 juli 1915 – Amersfoort, 22 augustus 2013) was een Nederlands stedenbouwkundige. Hij heeft vooral gewerkt in Amersfoort.
Van 1946 tot 1979 werkte Rooimans als stedenbouwkundige in Amersfoort, bijgenaamd "de Keistad". Op uitnodiging van stadsarchitect David Zuiderhoek kwam Rooimans in 1946 naar Amersfoort. Eerder werkte hij in Rotterdam voor de beroemde architect en stedenbouwkundige Marinus Jan Granpré Molière.

## Uitbreiding Amersfoort
Tot 1956 werkten beide heren aan de uitbreiding van Amersfoort. Deze uitbreiding behelsde de wijken Vreeland, Schuilenburg, Liendert en delen van de Berg Zuid.
Een van de eerste plannen van Rooimans was de uitbreiding van het Soesterkwartier (Vreeland). Het werk trok internationale aandacht door haar revolutionaire ideeën. Zo waren er geen straatlantaarns opgenomen in het straatbeeld, deze waren weggewerkt in de goot van de woningen. Ook waren er geen bomen opgenomen in de straat. Wel waren er grote voortuinen gepland waardoor er in het straatbeeld ruimte maar ook contact ontstond tussen de bewoners. Dit ontwerp leidde tot een meer gemeenschapsgevoel. De uitbreiding werd over de hele wereld geroemd. Er kwamen in de tijd internationale gezelschappen uit de Verenigde Staten, Japan, Duitsland en Canada kijken hoe dat kleine stadje aan de Eem aan het uitbreiden was. De stedenbouwkundige dienst Westfalen noemt het plan; '...de top van de Europese Stedenbouw; eindelijk warm-menselijke en geen machinale sfeer.'
In de tussentijd ontstond ook het idee om Amersfoort, dat geheel aconcentrisch was gegroeid, weer haar concentrische aanblik terug te geven. Het leidde tot de 'bloembladtheorie' van Zuiderhoek en Rooimans. Amersfoort zou gaan uitbreiden in noordoostelijke richting zodat een meer evenwichtig beeld zou ontstaan. Het betekende de ontwikkeling van de wijken Schuilenburg en Liendert alsmede Rustenburg en delen van Randenbroek. De uitbreiding wordt gekarakteriseerd door radiaalwegen die zijn georiënteerd op de Onze Lieve Vrouwetoren van Amersfoort. Dit concept is nooit opgepakt door Lars Kleiverda die Schothorst zou ontwerpen jaren later. Er werd ook verwacht dat er nooit gebouwd zou worden ten noorden van Hoogland gezien het lage peil van de polder.
De wijken Schuilenburg en Liendert zijn ontworpen met veel groen en ruimte voor recreatie. Parkaanleg en groen tussen de woningen was heel belangrijk in de tijd (CIAM). Aan de zijde van het Valleikanaal is een ruime strook groen opgenomen. Het tracé van het Valleikanaal kan overigens teruggevoerd worden op de loop van de Grebbelinie, dit is echter nooit aangetoond door middel van onderzoek.
Een van de fraaiste werken van Rooimans zijn de uitbreiding op de Berg Zuid. Daar heeft hij flatgebouwen van vier bouwlagen op een helling geplaatst met uitzicht op de Eemvallei. Deze coulissewerking is zeer fraai, echter heden dagen minder goed te beleven door toename van groen en bomen.
Uitspraken van Rooimans;
'Een stad is verticaal. Je weet dan dat de stad begint. Een dorp zit meer gehurkt en gaat dus meer op in het landschap'. 'Een stad hoeft zich niet te verheven boven een dorp, Er moeten steden en dorpen zijn. Als steden en dorpen te veel op elkaar gaan lijken, dan raken ze hun karakter kwijt.' Zo doceerde Granpré Molière.